# 안동 추원재
추원재(追遠齋)는 경상북도 안동시 녹전면 서삼리에 있다. 2010년 3월 12일 안동시의 문화유산 제60호로 지정되었다.